# Бердишев Геннадій Дмитрович
Бердишев Геннадій Дмитрович (рос. Геннадий Дмитриевич Бердышев, нар.7 листопада 1930 — пом.2016) — український біолог, генетик. Доктор медичних наук (1989), доктор біологічних наук (1973), професор (1973).

## Життєпис
Народився 1930 р. у селі Каштаково Кожевніковського району Томської області РРФСР.
У 1955 р. після закінчення Томського медичного інституту працював науковим співробітником у Інституті цитології і генетики Сибірського відділення АН СРСР (1961—1968).
У 1960 р. завершив навчання на історико-філологічному факультеті Томського університету.
Від 1968 р. — доцент Київського університету.
З 1971 р. — завідувач кафедри загальної і молекулярної генетики Київського університету ім. Тараса Шевченка. З 1985 р. — професор цієї кафедри.
У 2001-2004 роках — провідний науковий співробітник біологічного факультету зазначеного університету. Його наукова діяльність пов'язана з розробкою проблем охорони генофонду, екології й геронтології.

## Неакадемічна діяльність
Відомий став у зв'язку із власними суперечливими заявами щодо ряду ненаукових гіпотез: телегонії, креаціонізму, «пірамідології», уфології тощо. Голова «Українського товариства пірамідологів» Пропагував так звану «воду Бердишева».Був учасником антиеволюційного руху в Києві. Написав книгу спогадів, у якій звинуватив видатних українських генетиків та біологів у національній сегрегації. 

## Нагороди
- Нагорода Ярослава Мудрого (1994).